# Wilson Pérez
Wilson Enrique Pérez Pérez (født 9. august 1967 i Barranquilla, Colombia) er en tidligere colombiansk fodboldspiller (forsvarer).
Pérez var på klubplan udelukkende tilknyttet klubber i hjemlandet, hvoraf 12 sæsoner blev tilbragt hos América de Cali. Han vandt det colombianske mesterskab hele fire gange med klubben. Han afsluttede sin karriere hos Atlético Junior i hjembyen Barranquilla.
Pérez spillede desuden, mellem 1989 og 1997, 47 kampe og scorede tre mål for det colombianske landshold. Han repræsenterede sit land ved VM i 1994 i USA. Her spillede han alle colombianernes tre kampe, men kunne ikke forhindre at holdet måtte rejse hjem efter det indledende gruppespil.

## Titler
Categoria Primera A
- 1985, 1986, 1990 og 1992 med América de Cali